# Internacional Progressista
A Internacional Progressista (em inglês, Progressive International) é uma organização internacional que junta ativistas e organizações progressistas de esquerda. Os seus principais proponentes foram Bernie Sanders, senador federal dos Estados Unidos, e Yanis Varoufakis, ex-ministro das Finanças da Grécia, e foi lançado pelo The Sanders Institute e o DiEM25.
O mote para a criação desta Internacional foi dado por Sanders num seu artigo no The Guardian em setembro de 2018, onde referia a necessidade de unir esforços progressistas para combater o crescente autoritarismo internacional. Noutro artigo de opinião no mesmo jornal, Varoufakis, cofundador do DiEM25, disse que a Internacional Progressista foi criada para "mobilizar pessoas de todo o mundo para transformar a ordem mundial e as instituições que a moldam."
A Internacional Progressista foi inaugurada a 30 de novembro de 2018 num evento em Burlington, estado do Vermont, nos EUA (cidade onde Sanders vive e da qual foi Mayor), que contou com a presença de ativistas, economistas e políticos progressistas internacionais, tais como Rui Tavares (ex-eurodeputado, cofundador do partido Livre), Ada Colau (alcaldessa de Barcelona pelo movimento Barcelona em Comum), Naomi Klein (escritora), Cornel West (ativista e filósofo), Fernando Haddad (ex-ministro da Educação do Brasil e ex-prefeito de São Paulo pelo Partido dos Trabalhadores), Jeffrey Sachs (economista), Bill de Blasio (Mayor de Nova Iorque), Susan Sarandon, Cynthia Nixon, John Cusack, Danny Glover (atores) e Niki Ashton (deputada na Câmara dos Comuns canadiana).
O Brasil é representado no Conselho da Internacional Progressista por Celso Amorim, Áurea Carolina e Fernando Haddad, e Portugal pela deputada não-inscrita Joacine Katar-Moreira.